# Negibacteria
Negibacteria é um subreino de organismos, pertencente ao reino Bacteria.
A autoridade científica do subreino é T.Cavalier-Smith ex T.Cavalier-Smith , tendo sido descrito no ano de 2002.
Segundo o AlgaeBase possui um único filo, Cyanobacteria, com 3671 espécies.

## Descrição e morfologia
Inclui todas as bactérias Gram-positivas. Trata-se de um táxon parafilético caso exclua os membros do clado Unimembrana.
Didermata é um sinónimo júnior proposto no mesmo ano por outro autor.
As Negibacteria são caracterizadas por uma parede com duas membranas: uma membrana plasmática e uma membrana externa. Esta estrutura particular pode ser qualificada de "diderme" ou "bimembranar".